# Premio Pedro Sienna
El Premio Pedro Sienna es el galardón otorgado por el Ministerio de las Culturas, las Artes y el Patrimonio con el objetivo de reconocer la producción audiovisual chilena. Bautizado en honor al director de cine mudo Pedro Sienna, quién fue uno de los precursores del cine chileno, director de El húsar de la muerte (1925) y Premio Nacional de Arte en 1966.
Posterior a la discontinuación de los Premio Altazor de las Artes Nacionales y los Premios Apes en 2014, los Premios Pedro Sienna representan el premio principal al cine chileno, en conjunto a los Premios Caleuche, estos últimos dedicados específicamente a las interpretaciones actorales (incluyendo aquellas en producciones cinematográficas).

## Historia
Fue entregado por primera vez en 2006. Se premia a los artistas destacados en el desarrollo y fortalecimiento del medio audiovisual nacional y las mejores obras, artistas y técnicos de la producción nacional de obras estrenadas entre enero y diciembre del año anterior. El premio fue creado como resultado de la ley 19981 de 2005 que crea Consejo del Arte y la Industria Audiovisual (CAIA) y el Fondo de Fomento Audiovisual, ambos dependientes del Consejo Nacional de la Cultura y las Artes (CNCA).
Los ganadores de cada categoría, incluido el Premio a la Trayectoria, lo define un comité general compuesto por 150 especialistas que representen a las distintas disciplinas del quehacer audiovisual incluyendo, a lo menos, las siguientes expresiones del arte audiovisual: dirección; producción; guion; actuación; dirección de arte; dirección de fotografía; animación; documental; maquillaje; vestuario; montaje; sonido; música; efectos especiales y académicos del audiovisual. Este comité de especialistas debe ser definido por el Consejo del Arte y la Industria Audiovisual en cada convocatoria.
El trofeo entregado a cada ganador corresponde a una escultura de acero inoxidable y base de granito negro creada por Cristina Pizarro, destacada escultora chilena.

### Hiato y retorno
A diferencia de las ediciones anteriores de los premios, en 2018 no se realizó una ceremonia para la entrega de premios. En su lugar, el ministerio encargado reveló los ganadores a través de un comunicado en su sitio web en 2022. Tampoco se anunciaron nominados, sino que solo los ganadores para cada categoría.
La edición de 2019 marcaría el comienzo de un hiato para los premios, intensificado por la pandemia de COVID-19 en Chile. Finalmente, en 2024, los premios retornarían, anunciando premios retroactivos para las producciones lanzadas entre 2020 y 2023. Estos fueron presentados durante una ceremonia titulada "Premios Pedro Sienna Extemporáneos".

## Formato de convocatoria
Desde la primera edición, los Premios Pedro Sienna eran entregados a finales de cada año para premiar a lo mejor del año en curso. Sin embargo, a partir del año 2016, se decidió hacer la entrega de premios en mitad de año, modificando el período de las fechas de estreno de las cintas que forman parte de la convocatoria, es decir, a partir de la 10° edición, los premios celebran a lo mejor del año anterior. Es por eso que aunque no existe una versión llamada Premios Pedro Sienna 2015, en rigor, las películas estrenadas dicho año fueron premiadas el año 2016.

## Categorías
A continuación, se enlistan todas las distintas categorías que forman parte de estos premios.
| - Mejor largometraje ficción (2007-presente) - Mejor largometraje documental (2007-presente) - Mejor dirección (2006-presente) - Mejor dirección de fotografía (2006-presente) - Mejor montaje (2006-presente) - Mejor música original (2006-presente) - Mejor guion (2006-presente) - Mejor dirección de arte (2006-presente) - Mejores efectos especiales (2007-presente) - Mejor diseño de vestuario (2007-presente) | - Mejor interpretación protagónica femenina (2006-presente) - Mejor interpretación protagónica masculina (2006-presente) - Mejor interpretación secundaria femenina (2009-presente) - Mejor interpretación secundaria masculina (2009-presente) - Mejor maquillaje (2007-presente) - Mejor diseño sonoro (2007; 2017-presente) - Mejor cortometraje (2017-presente) - Mejor largometraje de animación (2017, 2022) - Mejor película iberoamericana (Iberoamérica, España, Portugal y Andorra) - Mejor película extranjera (excepto los países incluidos en iberoamericana) - Premio a la trayectoria (2006-presente) (nacionalidad legal chilena...) |

### Categorías descontinuadas
| - Mejor largometraje ficción, animación o documental (2006) - Mejor diseño de vestuario o maquillaje (2006) - Mejor banda sonora (2008) - Mejor interpretación secundaria (2006, 2007, 2008) - Mejor cortometraje o mediometraje (2006) | - Mejor cortometraje ficción o animación (2007, 2008) - Mejor cortometraje ficción (2009-2017) - Mejor cortometraje animación (2009-2017) - Mejor cortometraje documental (2009-2017) |

## Ceremonias
| Edición | Fecha                                             | Recinto                            | Ciudad       | Anfitrión(es)                    | Más premios                                                | Más nominaciones                                     | Ref.   |
| ------- | ------------------------------------------------- | ---------------------------------- | ------------ | -------------------------------- | ---------------------------------------------------------- | ---------------------------------------------------- | ------ |
| 1°a     | 31 de enero de 2006                               | Museo de Artes Visuales MAVI       | Santiago     | Esperanza Silva                  | Play (4)                                                   | Días de campo (10)                                   | [ 5 ]  |
| 2°a     | 31 de enero de 2007                               | Museo de Artes Visuales MAVI       | Santiago     |                                  | Fuga (5) La Sagrada Familia (5)                            | Fuga (5) La Sagrada Familia (11)                     | [ 6 ]  |
| 3°a     | 31 de enero de 2008                               | Castillo Hidalgo                   | Santiago     | Gloria Laso                      | La vida me mata (5)                                        | La vida me mata (11)                                 | [ 7 ]  |
| 4°a     | 31 de marzo de 2009                               | Teatro Huemul                      | Santiago     | Javiera Contador                 | La buena vida (6)                                          | La buena vida (11)                                   | [ 8 ]  |
| 5°a     | 1 de septiembre de 2010                           | Teatro Oriente                     | Santiago     | Blanca Lewin                     | La nana (7)                                                | Ilusiones ópticas (10)                               | [ 9 ]  |
| 6°a     | 25 de noviembre de 2011                           | Cine Sala Estrella                 | Punta Arenas | Mariana Loyola                   | Violeta se fue a los cielos (4)                            | Post mortem (11)                                     | [ 10 ] |
| 7°a     | 9 de noviembre de 2012                            | Teatro Municipal José Bohr         | Punta Arenas | Elisa Zulueta Luis Gnecco        | Gatos viejos (3)                                           | No (8)                                               | [ 11 ] |
| 8°a     | 29 de noviembre de 2013                           | Teatro Municipal José Bohr         | Punta Arenas | Mariana Loyola Luis Alarcón      | Gloria (3) La noche de enfrente (3)                        | La noche de enfrente (10)                            | [ 12 ] |
| 9°a     | 19 de diciembre de 2024                           | Museo Nacional de Historia Natural | Santiago     | Juanita Ringeling Héctor Morales | Las analfabetas (2) Patagonia de los sueños (2) Neruda (2) | Las analfabetas (6) La danza de la realidad (6)      | [ 13 ] |
| 10°a    | 1 de agosto de 2016                               | Teatro Universidad de Concepción   | Concepción   | Sigrid Alegría Pablo Cerda       | El club (6)                                                | El club (11)                                         | [ 14 ] |
| 11°a    | 5 de agosto de 2017                               | Teatro Municipal de Chillán        | Chillán      | Daniela Vega Matías Assler       | Neruda (5)                                                 | Camaleón (11)                                        | [ 15 ] |
| 12°a    | 2018 / 20 de junio de 2022 (anuncio de ganadores) | Santiago                           | Santiago     |                                  | Una mujer fantástica (5)                                   | Una mujer fantástica (5)                             | [ 16 ] |
| 13°a    | 12 de diciembre de 2024 (Premios Extemporaáneos)  | Centro Cultural Gabriela Mistral   | Santiago     | Elisa Zulueta Paloma Salas       | El agente topo (4) Tengo miedo torero (4)                  | Tengo miedo torero (8) Nadie sabe que estoy aquí (8) | [ 17 ] |
| 14°a    | 12 de diciembre de 2024 (Premios Extemporaáneos)  | Centro Cultural Gabriela Mistral   | Santiago     | Elisa Zulueta Paloma Salas       | Mis hermanos sueñan despiertos (8)                         | Mis hermanos sueñan despiertos (18)                  | [ 17 ] |
| 15°a    | 12 de diciembre de 2024 (Premios Extemporaáneos)  | Centro Cultural Gabriela Mistral   | Santiago     | Elisa Zulueta Paloma Salas       | 1976 (10)                                                  | 1976 (13)                                            | [ 17 ] |
| 16°a    | 12 de diciembre de 2024 (Premios Extemporaáneos)  | Centro Cultural Gabriela Mistral   | Santiago     | Elisa Zulueta Paloma Salas       | Los colonos (6) El conde (6)                               | Los colonos (12) El conde (12)                       | [ 17 ] |

## Ganadores
| Edición     | Mejor película                 | Mejor dirección                                       | Mejor actor                                                     | Mejor actriz                                            | Mejor actor de reparto                                                | Mejor actriz de reparto                         | Premio a la trayectoria | Ref.   |
| ----------- | ------------------------------ | ----------------------------------------------------- | --------------------------------------------------------------- | ------------------------------------------------------- | --------------------------------------------------------------------- | ----------------------------------------------- | ----------------------- | ------ |
| 1°a (2006)  | Play                           | Alicia Scherson (Play)                                | Desierta                                                        | Blanca Lewin (En la cama)                               | Desierta                                                              | Desierta                                        | Sergio Bravo            | [ 5 ]  |
| 2°a (2007)  | La Sagrada Familia             | Sebastián Lelio (La Sagrada Familia)                  | Jaime Vadell (Padre nuestro)                                    | Patricia López (La Sagrada Familia)                     | Sergio Hernández (La Sagrada Familia)                                 | Sergio Hernández (La Sagrada Familia)           | Héctor Ríos Henríquez   | [ 6 ]  |
| 3°a (2008)  | La vida me mata                | Pachi Bustos y Jorge Leiva (Ángeles Negros)           | Daniel Muñoz (Radio Corazón)                                    | Marcela Osorio (Fiestapatria)                           | Claudia Celedón (La vida me mata)                                     | Claudia Celedón (La vida me mata)               | Alicia Vega             | [ 7 ]  |
| 4°a (2009)  | La buena vida                  | Andrés Wood (La buena vida)                           | Alfredo Castro (Tony Manero)                                    | Aline Kuppenheim (La buena vida)                        | Jaime Vadell (El regalo)                                              | María Izquierdo (Matar a todos)                 | Pedro Chaskel           | [ 8 ]  |
| 5°a (2010)  | La nana                        | Sebastián Silva (La nana)                             | Eduardo Paxeco (Ilusiones ópticas)                              | Catalina Saavedra (La nana)                             | Agustín Silva (La nana)                                               | Ana Reeves (La nana)                            | Claudio Sapiaín         | [ 9 ]  |
| 6°a (2011)  | Violeta se fue a los cielos    | Patricio Guzmán (Nostalgia de la luz)                 | Martín Castillo (Te creís la más linda (pero erís la más puta)) | Francisca Gavilán (Violeta se fue a los cielos)         | Francisco Braithwaite (Te creís la más linda (pero erís la más puta)) | Amparo Noguera (Post mortem)                    | Patricio Guzmán         | [ 10 ] |
| 7°a (2012)  | Mi último round No             | Cristián Jiménez (Bonsái)                             | Luis Dubó (El año del tigre)                                    | Bélgica Castro (Gatos viejos)                           | Alejandro Goic (Bombal)                                               | Claudia Celedón (Gatos viejos)                  | Miguel Littin           | [ 11 ] |
| 8°a (2013)  | Gloria                         | Raúl Ruiz (La noche de enfrente)                      | Sebastián Ayala (La pasión de Michelangelo)                     | Paulina García (Gloria)                                 | Pablo Krögh (El circuito de Román)                                    | Amparo Noguera (Carne de perro)                 | Carmen Brito            | [ 12 ] |
| 9°a (2014)  | La danza de la realidad        | Sebastián Silva (Crystal Fairy y el Cáctus Mágico)    | Jaime Vadell (La chupilca de diablo)                            | Paulina García (Las analfabetas)                        | Pablo Krögh (Patagonia de los sueños)                                 | Valentina Muhr (Las analfabetas)                | Silvio Caiozzi          | [ 13 ] |
| 10°a (2016) | El club                        | Pablo Larraín (El club)                               | Luis Gnecco (El bosque de Karadima)                             | Catalina Saavedra (La mujer de barro)                   | Alfredo Castro (Las niñas Quispe)                                     | Antonia Zegers (El club)                        | Ricardo Larraín         | [ 14 ] |
| 11°a (2017) | Aquí no ha pasado nada Rara    | Jorge Riquelme (Camaleón)                             | Sergio Hernández (Nunca vas a estar solo)                       | Paulina Urrutia (Camaleón)                              | Roberto Farías (Neruda) Alejandro Sieveking (Fragmentos de Lucía)     | Mariana Loyola (Rara)                           | Jacqueline Mouesca      | [ 15 ] |
| 12°a (2019) | Una mujer fantástica           | Claudia Huaiquimilla (Mala junta)                     | Andrew Bargsted (Mala junta)                                    | Antonia Zegers (Los perros)                             | Alejandro Sieveking (Los perros)                                      | Aline Kuppenheim (Una mujer fantástica)         | Ignacio Agüero          | [ 16 ] |
| 13°a (2020) | Nadie sabe que estoy aquí      | Maite Alberdi (El agente topo)                        | Alfredo Castro (Tengo miedo torero)                             | Amparo Noguera (Vendrá la muerte y tendrá tus ojos)     | Gastón Salgado (Algunas bestias)                                      | Millaray Lobos (Algunas bestias)                | Danielle Fillios        | [ 17 ] |
| 14°a (2021) | Mis hermanos sueñan despiertos | Claudia Huaiquimilla (Mis hermanos sueñan despiertos) | Alfredo Castro (Blanco en blanco)                               | Javiera Velázquez (Hannah: una autista frente al mundo) | Andrew Bargsted (Mis hermanos sueñan despiertos)                      | Paulina García (Mis hermanos sueñan despiertos) | Raúl Ruiz               | [ 17 ] |
| 15°a (2022) | 1976                           | Manuela Martelli (1976)                               | Néstor Cantillana (El castigo)                                  | Antonia Zegers (El castigo)                             | Hugo Medina (1976)                                                    | Catalina Saavedra (El castigo)                  | José "Pepe" de la Vega  | [ 17 ] |
| 16°a (2023) | Los colonos                    | Felipe Gálvez (Los colonos)                           | Jaime Vadell (El conde)                                         | Paula Zúñiga (Así dicen)                                | Nicolás Durán (Blanquita)                                             | Gloria Münchmeyer (El conde)                    | Gloria Münchmeyer       | [ 17 ] |